# Патрік Кутроне
Патрік Кутроне (італ. Patrick Cutrone, нар. 3 січня 1998, Комо) — італійський футболіст, нападник клубу «Комо» та національної збірної Італії.

## Клубна кар'єра
Народився 3 січня 1998 року в місті Комо. Патрік починав свою кар'єру в аматорських колективах зі свого рідного міста. У восьмирічному віці він вступив до знаменитої академії «Мілана». Одинадцять років гравець виступав за дитячі, юнацькі і молодіжні команди «россонері», плавно переходячи з категорії в категорію.
У сезоні 2016/17 молодий гравець став залучатися до тренувань і матчів першої команди клубу. Його дебют за «Мілан» відбувся 21 травня 2017 року в матчі італійської національної першості проти «Болоньї». Перший офіційний гол за «Мілан», Кутроне забив 3 серпня 2017 року в матчі кваліфікації Ліги Європи проти «Університаті» (Крайова).
20 серпня 2017 року забив свій перший гол у Серії А проти «Кротоне». У цьому матчі «Мілан» виграв 0-3. 10 лютого 2018 року в матчі проти СПАЛа, оформив свій перший дубль у кар'єрі.
30 липня 2019 року Патрік Кутроне перейшов до англійського «Вулвергемптона», з яким уклав чотирирічний контракт.
Проте в Англії не продемонстрував того рівня гри, який від нього очікувався, і вже за півроку повернувся на батьківщину, де на умовах оренди на півтора сезони приєднався до «Фіорентини».
31 січня 2021 року перейшов на правах оренди до іспанської «Валенсії», 23 травня 2021 повернувся до «Вулвергемптона».
У складі англійської команди не закріпився, натомість сезон 2021/22 провів на батьківщині, на умовах оренди захищаючи кольори «Емполі».
29 серпня 2022 року уклав трирічний контракт із друголіговим «Комо» з рідного міста.

## Виступи за збірні
Форвард представляв Італію на юнацькому рівні, відігравши за неї в цілому п'ятдесят сім зустрічей і забив в них двадцять сім голів. У складі цих збірних гравець брав участь на юнацьких чемпіонатах Європи у вікових категоріях до 17 років у 2015 році і до 19 років у 2016 році.
1 вересня 2017 року дебютував за молодіжну збірну Італії (до 21 року) в матчі проти збірної однолітків з Іспанії. Три дні по тому забив свій перший гол за збірну в матчі проти збірної Словенії (до 21). 5 жовтня 2017 року зробив свій перший «дубль» за збірну в матчі проти збірної Угорщини (до 21). Восени 2020 року був обраний капітаном італійської «молодіжки».
23 березня 2018 року дебютував у складі національної збірної Італії, вийшовши на заміну у товариській грі проти аргентинців.

## Статистика виступів

### Статистика клубних виступів
Станом на 17 вересня 2022 року
| Сезон                  | Команда                | Чемпіонат              | Чемпіонат | Чемпіонат | Національний кубок | Національний кубок | Національний кубок | Континентальні кубки | Континентальні кубки | Континентальні кубки | Інші змагання | Інші змагання | Інші змагання | Усього | Усього |
| Сезон                  | Команда                | Ліга.                  | Ігор.     | Голів     | Ліга.              | Ігор.              | Голів              | Ліга.                | Ігор.                | Голів                | Ліга.         | Ігор.         | Голів         | Ігор.  | Голів  |
| ---------------------- | ---------------------- | ---------------------- | --------- | --------- | ------------------ | ------------------ | ------------------ | -------------------- | -------------------- | -------------------- | ------------- | ------------- | ------------- | ------ | ------ |
| 2016–17                | «Мілан»                | A                      | 1         | 0         | КІ                 | 0                  | 0                  | -                    | -                    | -                    | СІ            | 0             | 0             | 1      | 0      |
| 2017–18                | «Мілан»                | A                      | 28        | 10        | КІ                 | 5                  | 2                  | ЛЄ                   | 13                   | 6                    | -             | -             | -             | 46     | 18     |
| 2018–19                | «Мілан»                | A                      | 34        | 3         | КІ                 | 3                  | 2                  | ЛЄ                   | 5                    | 4                    | СІ            | 1             | 0             | 43     | 9      |
| Усього за «Мілан»      | Усього за «Мілан»      | Усього за «Мілан»      | 63        | 13        |                    | 8                  | 4                  |                      | 18                   | 10                   |               | 1             | 0             | 90     | 27     |
| 2019-січ. 2020         | «Вулвергемптон»        | ПЛ                     | 12        | 2         | КА+КЛ              | 0+2                | 1                  | ЛЄ                   | 10                   | 0                    | -             | -             | -             | 24     | 3      |
| січ.-серп. 2020        | «Фіорентина»           | A                      | 19        | 4         | КІ                 | 2                  | 1                  | -                    | -                    | -                    | -             | -             | -             | 21     | 5      |
| 2020–21                | «Фіорентина»           | A                      | 11        | 0         | КІ                 | 1                  | 0                  | -                    | -                    | -                    | -             | -             | -             | 7      | 0      |
| Усього за «Фіорентину» | Усього за «Фіорентину» | Усього за «Фіорентину» | 30        | 4         |                    | 3                  | 1                  |                      |                      |                      |               |               |               | 28     | 5      |
| січ. 2021-чер. 2021    | «Валенсія»             | ПЛ                     | 7         | 0         | КІ                 | 0                  | 0                  | -                    | -                    | -                    | -             | -             | -             | 7      | 0      |
| 2021–22                | «Емполі»               | A                      | 28        | 3         | КІ                 | 3                  | 0                  | -                    | -                    | -                    | -             | -             | -             | 31     | 3      |
| 2022–23                | «Комо»                 | B                      | 4         | 2         | КІ                 | 0                  | 0                  | -                    | -                    | -                    | -             | -             | -             | 4      | 2      |
| Усього за кар'єру      | Усього за кар'єру      | Усього за кар'єру      | 145       | 24        |                    | 18                 | 6                  |                      | 28                   | 10                   |               | 1             | 0             | 192    | 40     |

### Статистика виступів за збірну
Станом на 17 вересня 2022 року
| Дата      | Місто     | Господарі | Результат | Гості     | Турнір           | Голи | Примітки |
| --------- | --------- | --------- | --------- | --------- | ---------------- | ---- | -------- |
| 23-3-2018 | Манчестер | Італія    | 0 – 2     | Аргентина | товариський матч | -    | 74'      |
| Усього    |           | Матчів    | 1         |           | Голів            | 0    |          |

| Дата       | Місто             | Господарі  | Результат | Гості     | Турнір                             | Голи | Примітки |
| ---------- | ----------------- | ---------- | --------- | --------- | ---------------------------------- | ---- | -------- |
| 1-9-2017   | Толедо            | Іспанія    | 3 – 0     | Італія    | Товариський матч                   | -    | 86'      |
| 4-9-2017   | Читтаделла        | Італія     | 4 – 1     | Словенія  | Товариський матч                   | 1    | 55'      |
| 5-10-2017  | Будапешт          | Угорщина   | 2 – 6     | Італія    | Товариський матч                   | 2    | 46'      |
| 10-10-2017 | Феррара           | Італія     | 4 – 0     | Марокко   | Товариський матч                   | 1    | 63'      |
| 14-11-2017 | Фрозіноне         | Італія     | 3 – 2     | Росія     | Товариський матч                   | -    |          |
| 25-5-2018  | Ешторіл           | Португалія | 3 – 2     | Італія    | Товариський матч                   | -    | 55'      |
| 6-9-2018   | Дунайська Стреда  | Словаччина | 3 – 0     | Італія    | Товариський матч                   | -    | 79'      |
| 11-9-2018  | Кальярі           | Італія     | 3 – 1     | Албанія   | Товариський матч                   | -    | 37'      |
| 15-11-2018 | Феррара           | Італія     | 1 – 2     | Англія    | Товариський матч                   | -    |          |
| 19-11-2018 | Реджо-нель-Емілія | Італія     | 1 – 2     | Німеччина | Товариський матч                   | -    |          |
| 21-3-2019  | Трієст            | Італія     | 0 – 0     | Австрія   | Товариський матч                   | -    |          |
| 25-3-2019  | Фрозіноне         | Італія     | 2 – 2     | Хорватія  | Товариський матч                   | -    |          |
| 16-6-2019  | Болонья           | Італія     | 3 – 1     | Іспанія   | Молодіжне Євро-2019 - 1-й етап     | -    | 60'      |
| 19-6-2019  | Болонья           | Італія     | 0 – 1     | Польща    | Молодіжне Євро-2019 - 1-й етап     | -    |          |
| 22-6-2019  | Реджо-нель-Емілія | Бельгія    | 1 – 3     | Італія    | Молодіжне Євро-2019 - 1-й етап     | 1    |          |
| 10-10-2019 | Дублін            | Ірландія   | 0 – 0     | Італія    | Кваліфікація молодіжного Євро-2021 | -    | 46'      |
| 14-10-2019 | Єреван            | Вірменія   | 0 – 1     | Італія    | Кваліфікація молодіжного Євро-2021 | -    |          |
| 16-11-2019 | Феррара           | Італія     | 3 – 0     | Ісландія  | Кваліфікація молодіжного Євро-2021 | 2    | 90+3'    |
| 19-11-2019 | Катанія           | Італія     | 6 – 0     | Вірменія  | Кваліфікація молодіжного Євро-2021 | -    |          |
| 8-9-2020   | Кальмар (місто)   | Швеція     | 3 – 0     | Італія    | Кваліфікація молодіжного Євро-2021 | -    | кап.     |
| 13-10-2020 | Піза              | Італія     | 2 – 0     | Ірландія  | Кваліфікація молодіжного Євро-2021 | 1    | кап.     |
| Усього     |                   | Матчів     | 21        |           | Голів                              | 8    |          |